# Dennis Gira
Pour les articles homonymes, voir Gira.
Dennis Gira, né en 1943 à Chicago, est un théologien chrétien, chercheur et écrivain français d'origine nord-américaine. Spécialiste du bouddhisme, il est professeur honoraire à l’Institut catholique de Paris.

## Biographie
Il naît en 1943 à Chicago.
De 1969 à 1977 il réside au Japon. Il s'intéresse alors aux religions du pays et notamment au bouddhisme. Il étudie le japonais puis les Études extrêmes-orientales à l’Université de Sophia de Tokyo.
En 1977, il s'installe en France. Il obtient un doctorat à l'Université Paris VII (Études extrêmes-orientales, spécialisation bouddhisme) et le diplôme de l’École pratique des hautes études (Section V, Sciences religieuses). Dans le cadre de ses recherches, il analyse les différentes formes du bouddhisme et son évolution jusqu'à nos jours.
Il dispense un cours consacré au bouddhisme, à l'Institut de science et de théologie des religions (Institut catholique de Paris), dont il est directeur adjoint de 1986 à 2007. Il a également longtemps enseigné au Centre Sèvres.
Théologien chrétien et spécialiste du bouddhisme, il mène une étude approfondie de ces deux grandes voies spirituelles et des conditions d'un dialogue interreligieux,. Ainsi, il publie en 2003 Le lotus ou la croix, les raisons d'un choix, et en 2006, avec Fabrice Midal, Jésus, Bouddha : quelle rencontre possible ?.

## Ouvrages
- Le sens de la conversion dans l'enseignement de Shinran, Paris, Maisonneuve & Larose, 1985, 272 p.
- Comprendre le bouddhisme, Centurion, 1989 (réimpr. Le Livre de Poche, 2007), 222 p.
- Les religions, Parix, Centurion / La Croix, 1991, 119 p.
- Avec Jean Joncheray, Les chrétiens et les grandes religions, Droguet et Ardent, coll. « L'encyclopédie catholique pratique (Théo poche) », 1997, 143 p.
- Le bouddhisme à l'usage de mes filles, Paris, Éd. du Seuil, 2000, 221 p.
- Au-delà de la tolérance : la rencontre des religions, Parix, Bayard, 2001, 167 p.
- Le lotus ou la croix : Les raisons d'un choix, Paris, Bayard, 2003, 216 p. (ISBN 978-2-227-36319-9)
- Avec Fabrice Midal, Bouddha, Jésus : quelle rencontre possible ?, Paris, Bayard, 2006, 187 p.
- Le bouddhisme en 50 clés, Paris, Bayard, 2009, 187 p.
- Le dialogue à la portée de tous... (ou presque), Paris, Bayard, 2012, 296 p.